# روا (برغش)
بلدية روا (بالإسبانية: Roa)‏, هي إحدى بلديات مقاطعة برغش, التي تقع في منطقة قشتالة وليون, والتي تقع في شمال غرب إسبانيا.
يبلغ عدد سكانها 2.272 نسمة وفقاً لإحصائية سنة (2002).